# Olympische Sommerspiele 1964/Teilnehmer (Niederlande)
| Gelbes Symbol für Goldmedaillen mit stilisierten Olympischen Ringen | Graues Symbol für Silbermedaillen mit stilisierten Olympischen Ringen | Braundes Symbol für Bronzemedaillen mit stilisierten Olympischen Ringen |
| ------------------------------------------------------------------- | --------------------------------------------------------------------- | ----------------------------------------------------------------------- |
| 2                                                                   | 4                                                                     | 4                                                                       |

Die Niederlande nahmen an den Olympischen Sommerspielen 1964 in Tokio mit einer Delegation von 125 Athleten (105 Männer und 20 Frauen) an 57 Wettkämpfen in zwölf Sportarten teil. Mit zweimal Gold, viermal Silber und viermal Bronze belegte die Nation im Medaillenspiegel den 15. Platz. Gold gab es im Mannschaftszeitfahren im Radsport sowie für den Judoka Anton Geesink, welcher zudem Fahnenträger bei der Eröffnungsfeier war. Erfolgreich waren auch die Schwimmerinnen, Ada Kok und Erica Terpstra gewannen je zwei Medaillen. Auch im Kanufahren und im Rudern gelangen Medaillenerfolge. Chef de Mission war Simon de Wit, ehemaliger Olympionike im Rudern.

## Teilnehmer nach Sportarten

### Boxen
Männer
- Jan de Rooij
- Wim Gerlach
- Jan Huppen
- Rudie Lubbers

### Hockey
Männer
- 7. Platz
- Joost Boks
- Charles Coster van Voorhout
- Arie de Keyzer
- John Elffers
- Frans Fiolet
- Jan Piet Fokker
- Leendert Krol
- Jaap Leemhuis
- Chris Mijnarends
- Nico Spits
- Theo Terlingen
- Francis van 't Hooft
- Jan van Gooswilligen
- Erik van Rossem
- Theo van Vroonhoven
- Jan Veentjer
- Jaap Voigt
- Frank Zweerts

### Judo
Männer
- Anton Geesink
Gold  Offene Klasse
- Joop Gouweleeuw
- Jan Snijders
- Peter Snijders

### Kanu
Männer
- Antonius Geurts
Silber  Kajak-Zweier 1000 m
- Theo van Halteren
- Paul Hoekstra
Silber  Kajak-Zweier 1000 m
- Chick Weijzen
- Jan Wittenberg

### Leichtathletik
| Männer - Eef Kamerbeek - Cornelis Koch - Frans Luitjes | Frauen - Joke Bijleveld - Amelia Hinten - Gerda Kraan - Tilly van der Zwaard - Jannie van Eyck-Vos |

### Radsport
Männer
- Henk Cornelisse
Bronze  Mannschaftsverfolgung 4000 m
- Aad de Graaf
- Evert Dolman
Gold  Mannschaftszeitfahren 100 km
- Tiemen Groen
- Gerben Karstens
Gold  Mannschaftszeitfahren 100 km
- Gerard Koel
Bronze  Mannschaftsverfolgung 4000 m
- Jaap Oudkerk
Bronze  Mannschaftsverfolgung 4000 m
- Jan Pieterse
Gold  Mannschaftszeitfahren 100 km
- Cor Schuuring
Bronze  Mannschaftsverfolgung 4000 m
- Harry Steevens
- Piet van der Touw
- Bart Zoet
Gold  Mannschaftszeitfahren 100 km

### Rudern
Männer
- Max Alwin
- Steven Blaisse
Silber  Zweier ohne Steuermann
- Herman Boelen
- Jan-Just Bos
Bronze  Zweier mit Steuermann
- Peter Bots
- Sipke Castelein
- Jim Enters
- Rob Groen
- Erik Hartsuiker
Bronze  Zweier mit Steuermann
- Marius Klumperbeek
Bronze  Vierer mit Steuermann
- Alex Mullink
Bronze  Vierer mit Steuermann
- Herman Rouwé
Bronze  Zweier mit Steuermann
- Frederik van de Graaff
Bronze  Vierer mit Steuermann
- Jan van de Graaff
Bronze  Vierer mit Steuermann
- Robert van de Graaf
Bronze  Vierer mit Steuermann
- Ernst Veenemans
Silber  Zweier ohne Steuermann
- Sjoerd Wartena

### Schießen
- Joop van Domselaar

### Schwimmen
| Männer - Johan Bontekoe - Jan Jiskoot - Ron Kroon - Dick Langerhorst - Wieger Mensonides - Aad Oudt - Bertus Sitters - Vinus van Baalen - Henri van Osch - Hemmie Vriens - Jan Weeteling | Frauen - Toos Beumer Bronze 4 × 100 m Freistil - Klenie Bimolt Silber 4 × 100 m Lagen - Adrie Lasterie Silber 4 × 100 m Lagen - Marianne Heemskerk - Betty Heukels - Ada Kok Silber 100 m Schmetterling Silber 4 × 100 m Lagen - Gretta Kok - Truus Looijs - Erica Terpstra Silber 4 × 100 m Lagen Bronze 4 × 100 m Freistil - Ineke Tigelaar - Pauline van der Wildt Bronze 4 × 100 m Freistil - Ria van Velsen - Wilhelmina van Weerdenburg Bronze 4 × 100 m Freistil - Bep Weeteling - Corrie Winkel Silber 4 × 100 m Lagen |

### Segeln
- Nico de Jong
- Jan Jongkind
- Henny Scholtz
- Wim van Duyl
- Ben Verhagen
- Dick Wayboer
- Hans Willems

### Volleyball
Männer
- 8. Platz
- Frank Constandse
- Jacques de Vink
- Jacques Ewalds
- Rob Groenhuyzen
- Jurjaan Koolen
- Jaap Korsloot
- Jan Oosterbaan
- Piet Swieter
- Joop Tinkhof
- Jan van der Hoek
- Dinco van der Stoep
- Hans van Wijnen

### Wasserball
Männer
- 8. Platz
- Jan Bultman
- Henk Hermsen
- Ben Kniest
- Bram Leenards
- Hans Muller
- Nico van der Voet
- Fred van Dorp
- Wim van Spingelen
- Harry Vriend
- Wim Vriend
- Gerrit Wormgoor